# Schuppiger Schlangenstern
Der Schuppige Schlangenstern (Amphipholis squamata) ist ein Schlangenstern aus der Gattung Amphipholis in der Familie Amphiuridae. Bei diesem Schlangenstern handelt es sich um einen Artkomplex von Kryptospezies. Die Art ist durch spezialisierte Zellen (Photozyten) zur Biolumineszenz in den Armen fähig.

## Merkmale
Der Schuppige Schlangenstern ist ein kleiner grauer bis bläulich weißer Schlangenstern. Die Färbung ist allerdings variabel, es kommen daneben beige, orange, dunkelbraune, schwarze sowie gepunktete Variationen vor. Die Zentralscheibe erreicht einen Durchmesser von etwa 5 mm, die 5 Arme sind etwa 4 mal so lang wie der Durchmesser der Zentralscheibe. Die Scheibe ist auf beiden Seiten mit eher kleinen Schuppen besetzt, von denen die Primärplatten kaum zu unterscheiden sind. Die Radialschilder sind klein, etwa 1/3 des Scheibenradius, beide Radialschilder eines Armes berühren sich. Seine Bursalspalten sind lang und breit. Die Mundschilder sind rautenförmig, an der Spitze der Kiefer befinden sind ein Paar Infradentalpapillen und an jeder Seite des Kiefers zwei Oralpapillen. An jedem Armsegment befinden sich 3 bis 4 Paare von kurzen konischen Stacheln. Die dorsalen Armplatten im Armteil zum Körperzentrum hin (proximal) sind breiter als lang, abgerundet dreieckig, die ventralen dreieckig und an der oberen Spitze abgeschnitten. Auf der bauchseitigen und seitlichen Armplatte befinden sich jeweils eine Tentakelschuppe.

## Verbreitung
Der Schuppige Schlangenstern ist ein weit verbreiteter Kosmopolit temperierter und warm temperierter Gewässer, in der Polarregion ist er nicht anzutreffen. Er betreibt Brutpflege, ein freischwimmendes Larvenstadium gibt es nicht. Trotz dieser direkten Entwicklung, die normalerweise mit geringer geografischer Verbreitung und Einnahme von Lebensraum einhergeht, ist er vermutlich die am weitesten verbreitete Art aller Küsten-Ophiuriden. Gründe dafür könnten die vermutliche Vielzahl kryptischer Taxa und die passive Verbreitung durch verdriftende Makroalgen die die Art bewohnt, sein. Andere Quellen sehen eine Migration entlang der Küsten als Grund für die weltweite Verbreitung.

## Lebensraum und Lebensweise
Der Schuppige Schlangenstern ist von der Gezeitenzone bis in Tiefen von etwa, je nach Literatur, 250 m bis 1200 m zu finden. Er lebt unter Steinen und den Schalen von Meerestieren, aber auch auf sandigem Boden, felsigem Boden sowie auf lebenden Organismen wie Schwämmen, Moostierchen, Korallen, Weichtieren, Vielborstern und Seegras. Schuppige Schlangensterne sind simultane Zwitter, bilden also gleichzeitig Samen und Eizellen. Sie sind zur Selbstbefruchtung fähig. Die Paarung mit Artgenossen ist aber wahrscheinlich üblich, dabei wird das Sperma in die Bursa, eine eingestülpte Tasche, die sowohl Atemorgan ist, als auch der Ausfuhr der Geschlechtsprodukte dient, eines angenäherten Partners abgegeben. Je Bursa wird ein Ei entwickelt und mehrere Larvenstadien durchlaufen, bevor die entwickelten Jungtiere mit einem Scheibendurchmesser von etwa 1 mm entlassen werden. Es wird Brutpflege betrieben, ein freischwimmendes Larvenstadium gibt es nicht. Nach etwa 8 Monaten und einem Scheibendurchmesser von 1,8 mm sind die Jungtiere ihrerseits zur Vermehrung fähig und bleiben bis zum Ende ihrer Lebensdauer von etwa 18 Monaten fruchtbar. Schuppige Schlangensterne sind Omnivore. Sie filtrieren aus der Strömung fressbare Partikeln und Plankton, daneben sind sie detrivor, ernähren sich also von Detritus. Um Feinden zu entkommen, können sie ihre Arme abwerfen (Autotomie), Aufleuchten der abgeworfenen Arme (Biolumineszenz) kann dabei die Flucht unterstützen.

## Forschungsgeschichte und Taxonomie
Der Schuppige Schlangenstern wurde 1828 von Delle Chiaje in Memorie su la storia e notomia degli animali senza vertebre del regno di Napoli Vol. III als Asteria squamata erstbeschrieben. Wahrscheinlich ist allerdings, dass die Art bereits 1815 von Leach als Ophiura elegans beschrieben wurde. Durch die weite Verbreitung kamen weitere Namen dazu, Stand August 2020 nennt WoRMS 26 synonymisierte Namen. Vor 1900 konnte keine Einstimmigkeit bezüglich des Artzusatzes erzielt werden, bedeutende Naturforscher des 19. Jahrhunderts wie Müller und Troschel (1842), Sars (1861) und Lyman (1882) verwendeten jedoch den Artzusatz squamata. Clark merkte 1987 an, dass nach Thomas (1966) die Art der „am häufigsten erwähnte Amphiuride Schlangenstern in der wissenschaftlichen Literatur“ ist, und dass es besonders wichtig sei den Artzusatz zu stabilisieren. Aufgrund der Unzulänglichkeit der von Leach gelieferten Informationen und des Fehlens von Typmaterial sowie der Tatsache, dass Amphipholis squamata weit verwendet wird, empfahl Clark der Internationalen Kommission für Zoologische Nomenklatur die Unterdrückung von A. elegans (Leach, 1815), trotz seiner Namenspriorität.